# Dzierżysław (województwo opolskie)
Dzierżysław (cz. Dršlav, niem. Dirschel) – wieś w Polsce położona w województwie opolskim, w powiecie głubczyckim, w gminie Kietrz.

## Nazwa
Heinrich Adamy w swoim spisie nazw miejscowych na Śląsku wydanym w 1888 roku we Wrocławiu zalicza nazwę miejscowości do grupy nazw patronomicznych i wyprowadza ją od staropolskiego (jak też staroczeskiego) imienia założyciela oraz pierwszego właściciela Dzierżysława. Imię to złożone z dwóch członów „dzierży-” (trzymać) i „-sław” (sława) oznacza tego, „który posiada sławę”. Adamy wymienia jako najstarszą zanotowaną po łacinie nazwę miejscowości Dirslowice, podając jej znaczenie „Dorf des Dirislaw” (pol. wieś Dzierżysława). Pierwotna słowiańska nazwa została później przez Niemców fonetycznie zgermanizowana na Dirschel, tracąc swoje pierwotne znaczenie.

## Historia
W pobliżu Dzierżysławia odkryto w 2007 r. jedno z największych na Śląsku obozowisk kultury kultury magdaleńskiej.
Historycznie miejscowość leży na tzw. polskich Morawach, czyli na obszarze dawnej diecezji ołomunieckiej. Początkowo należała do Moraw i wydzielonego z nich księstwa opawskiego. Po wojnach śląskich znalazła się w granicach Prus i powiatu głubczyckiego. Pierwotnie była zamieszkała przez tzw. Morawców, jeszcze w XVII wieku językiem kazań był język morawski (gwary laskie), na początku XX wieku była już niemieckojęzyczna. Do głosowania podczas plebiscytu na Górnym Śląsku uprawnionych było w Dzierżysławiu 1226 osób, z czego 885, ok. 72,2%, stanowili mieszkańcy (w tym 867, ok. 70,7% całości, mieszkańcy urodzeni w miejscowości). Oddano 1216 głosów (ok. 99,2% uprawnionych), w tym 1216 (100%) ważnych; za Niemcami głosowało 1213 osób (ok. 99,8%), a za Polską 3 osoby (ok. 0,2%). W granicach Polski od końca II wojny światowej.
W latach 1954–1972 wieś należała i była siedzibą władz gromady Dzierżysław. W latach 1975–1998 miejscowość administracyjnie należała do województwa opolskiego.
Jedną z części wioski jest Krotoszyn (Krotfeld, Krotin), historycznie leżący na Morawach (enklawa kietrzańska).

### Kopalnia gipsu
W Dzierżysławiu działała kopalnia gipsu, powstałego w miocenie. Poziom gipsonośny miał 40 m miąższości i leżał pod około 25 m nadkładu osadów czwartorzędu. Pierwsze wzmianki o lokalnym wydobyciu tego surowca pochodzą z 1812 roku, a na skalę przemysłową rozpoczęto wydobycie w trzech kopalniach (Ferdynand, Ludwik i Anna) w 1870. Częściowo uruchomione po 1945, w 1949 r. zostały znacjonalizowane i rozbudowane. Eksploatację prowadzono wówczas w kopalni podziemnej pięcioma poziomami, z których najgłębszy sięgał 40 m. Gipsu używano do produkcji cementu portlandzkiego oraz gipsów sztukatorskich, modelarskich, a także budowlanych. Z powodu wyczerpania się dobrej jakości złóż i wobec bogatych złóż w innych miejscach Polski, kopalnię zamknięto w 1972 r. Od tego czasu obserwuje się w okolicy szkody górnicze, związane z zapadaniem słabo zabezpieczonych podziemnych wyrobisk oraz być może z rozwojem krasu gipsowego.

## Religia
Na terenie wsi działalność religijną prowadzi Kościół Rzymskokatolicki.

## Zabytki
Do wojewódzkiego rejestru zabytków wpisane są:
- kościół par. pw. św. Bartłomieja, z XIV wieku, XVIII/XIX w., XX w.
- „Willa w lesie”, ul. Wojska Polskiego 18, z 1920 r.
  - ogród.

inne zabytki:
- stanowiska kultury szeleckiej i kultury magdaleńskiej w okolicy miejscowości.

## Bezpieczeństwo
We wsi znajduje się jednostka ochotniczej straży pożarnej. OSP Dzierżysław wchodzi w skład Kompanii Gaśniczej „Prudnik”.